# Parapercis pacifica
Parapercis pacifica es una especie de pez de la familia Pinguipedidae. Se encuentra en el océano Pacífico occidental desde el sur de Japón hasta Indonesia.

## Descripción
Parapercis pacifica alcanza una longitud promedio de 18,6 cm.

## Galería de imágenes

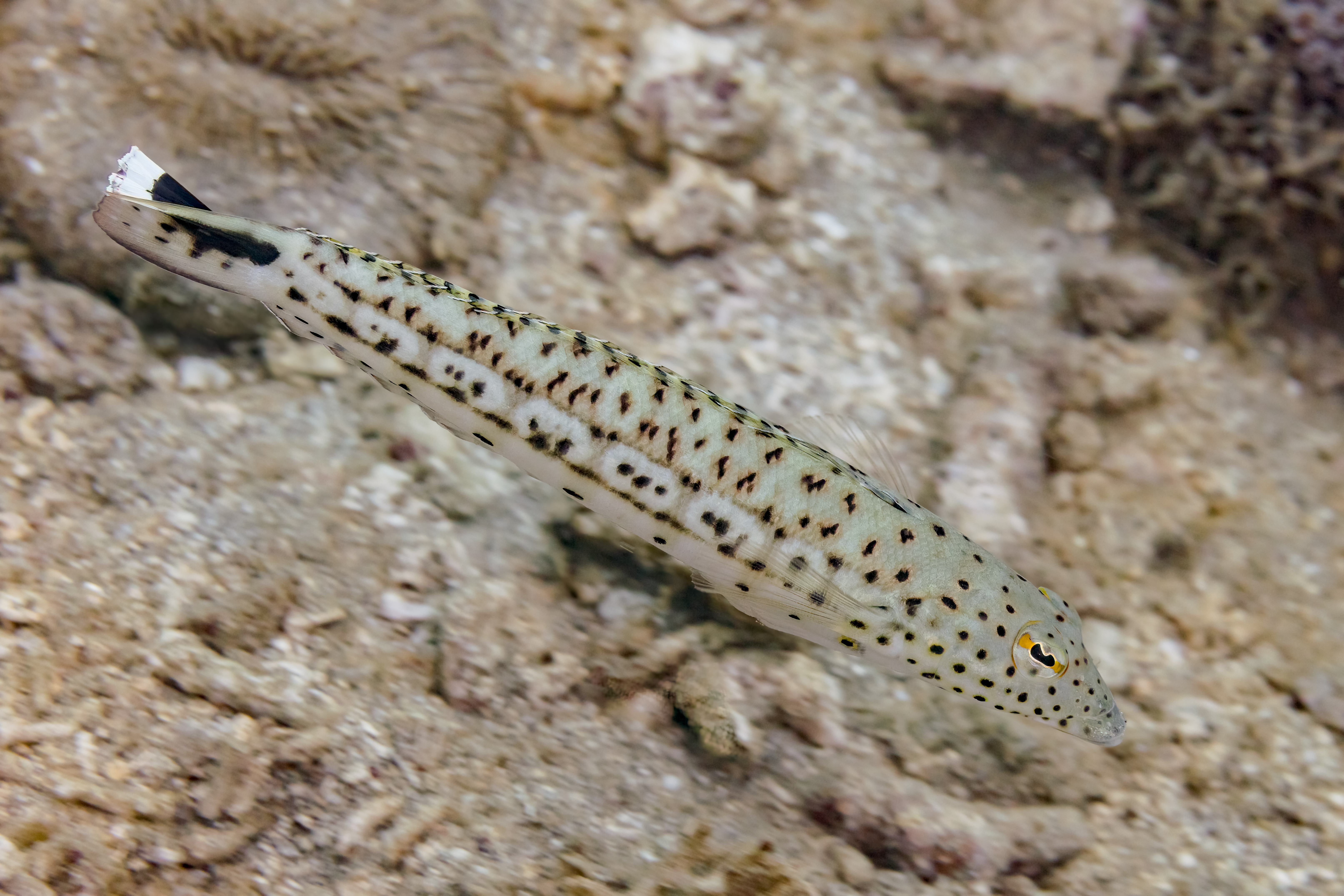
Ejemplar en movimiento.
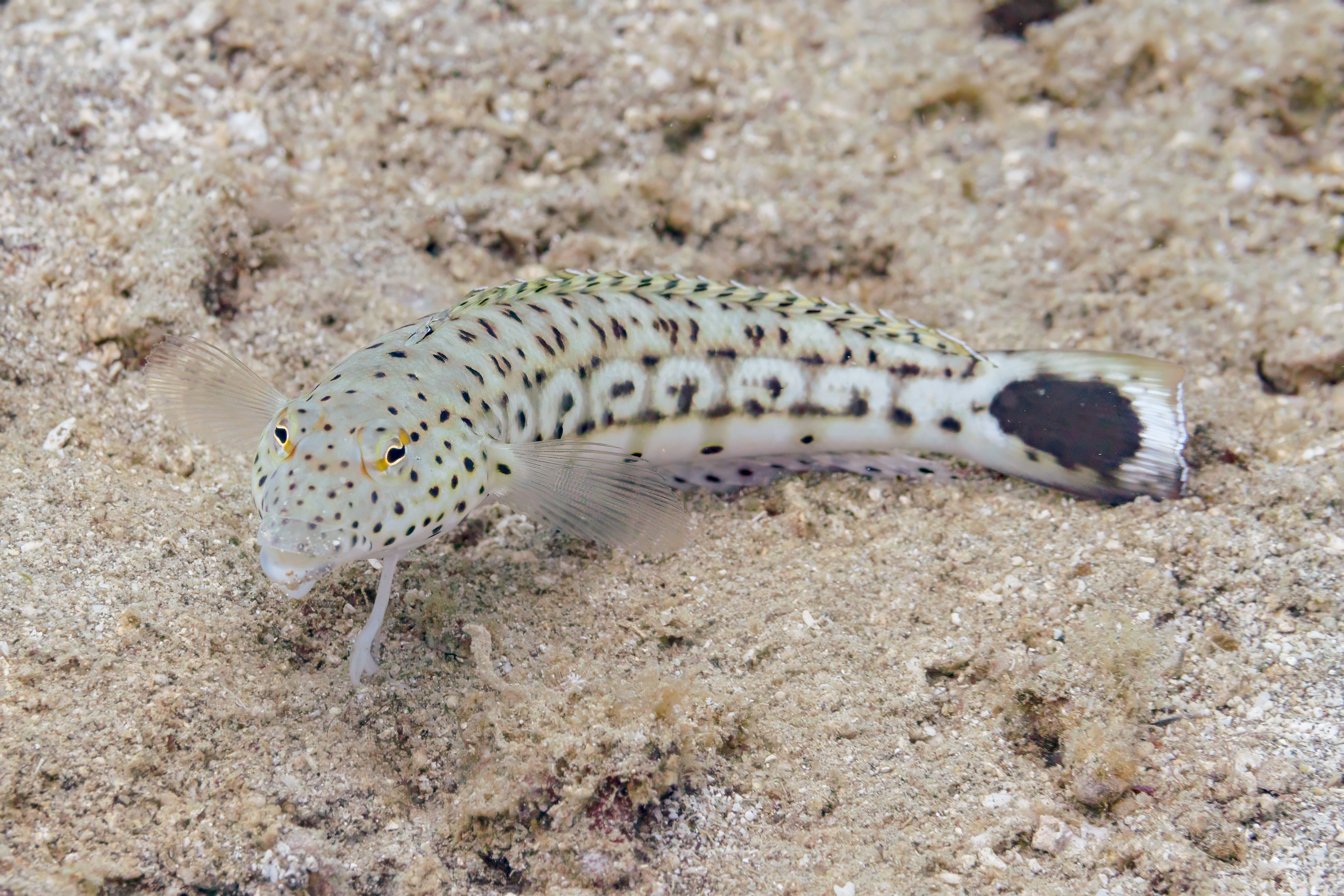
Vista frontal.
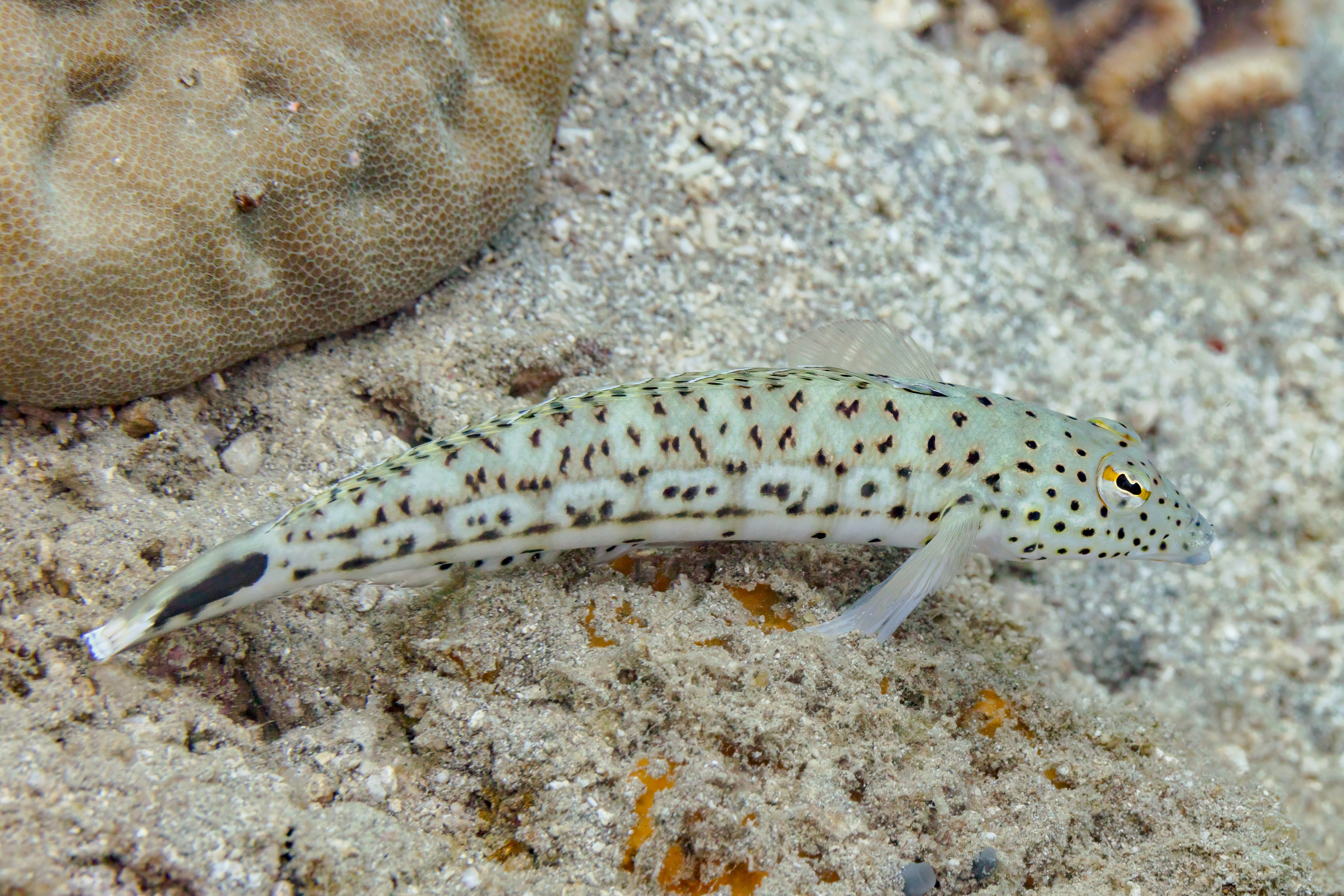
Vista lateral.

- Datos: Q3265459
- Multimedia: Parapercis pacifica / Q3265459